# Taj Gibson
Taj Gibson (født 24. juni 1985 i Brooklyn) er en amerikansk basketballspiller, der spiller for Chicago Bulls. På banen spiller han Power Forward.
| Basketballspiller | Spire Denne biografi om en basketballspiller er en spire som bør udbygges. Du er velkommen til at hjælpe Wikipedia ved at udvide den. |